# Hoved Island
Hoved Island ist eine unbewohnte Insel der Königin-Elisabeth-Inseln in der Qikiqtaaluk-Region des kanadischen Territoriums Nunavut. Die Insel liegt im Baumann Fiord zwischen den beiden Halbinseln Svendsen Peninsula und Bjorne Peninsula von Ellesmere Island. Sie ist 158 km² groß.
Hoved Island wurde zuerst kartografiert und benannt von der zweiten norwegischen Expedition der Fram (1898–1902) unter Kapitän Otto Sverdrup. Das norwegische „Hovedøen“ bedeutet so viel wie „Hauptinsel“.